# زنجیره ارزش

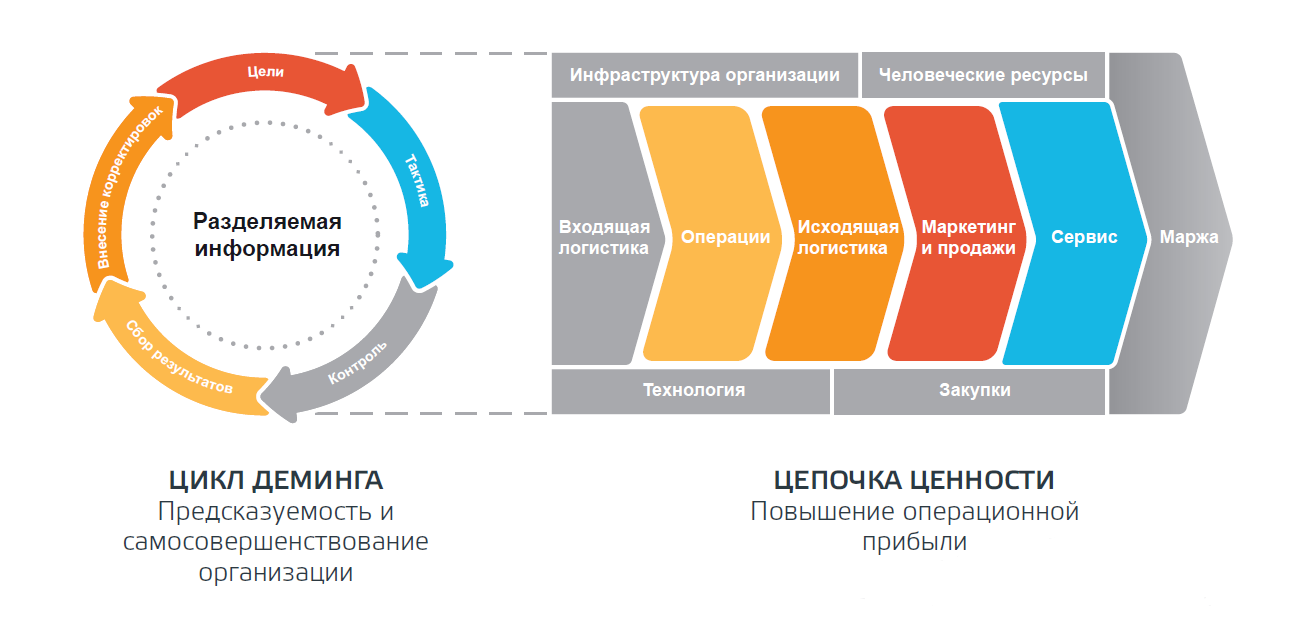
زنجیرهٔ ارزش

زنجیرهٔ ارزش (به انگلیسی: Value Chain) مجموعه عملیاتی است که در یک صنعت به‌صورت زنجیر گونه انجام می‌گیرد تا به خلق ارزش منجر شود. بر پایهٔ دیدگاه‌های پیشین، هر شرکتی یک جایگاه در زنجیرهٔ ارزش را به خود اختصاص می‌داد. در این جریان تأمین‌کنندگان ورودی‌ها را مهیا می‌کنند، شرکت ارزش را به این ورودی‌ها اضافه می‌کند و سپس آن را به عامل دیگری در زنجیره، انتقال می‌دهد تا در پایان به مشتری برسد. اما اکنون در ابرشرکت‌ها این زنجیره به‌طور کامل در یک مجموعه واحد کنارهم قرار می‌گیرند.
از دیدگاه قدیمی به نظر می‌رسد که استراتژی نخست هنر قراردادن شرکت در مکان درستی از زنجیرهٔ ارزش و چیدمان درست عاملان و محصولات و فعالیت‌ها در این زنجیره است. امروزه رقابت جهانی، تغییرکردن بازارها و فناوری‌های نو راه‌های جدید ایجاد ارزش را از لحاظ کیفیت به وجود آورده‌است. در چنین محیط پویای رقابتی دیگر استراتژی برای قرار دادن یک مجموعهٔ ثابت از فعالیت‌ها در زنجیرهٔ ارزش به کار نمی‌رود. شرکت‌های موفق به‌جای افزودن ارزش آن را دوباره ایجاد می‌کنند. تمرکز تحلیل استراتژیک دیگر شرکت یا صنعت نیست، بلکه سامانه ایجاد ارزش در میان عاملان متفاوت اقتصاد - تهیه‌کنندگان، شرکای بازرگانی، پیمان‌ها، مشتریان - برای همکاری در ایجاد ارزش است. وظیفهٔ استراتژیک کلیدی دوباره پیکربندی در میان نقش‌ها و ارتباطات در مجموعهٔ عامل‌ها در جهت ایجاد ارزش در شکل‌های جدید و توسط گرداننده‌های جدید است.

## شبکه ارزش
شبکهٔ ارزش مجموعه‌های پیچیده‌ای از منابع فناوری و اجتماعی است. هدف چارچوب ایجاد بیشترین سود برای افراد مرتبط با شبکه ارزش است. این مجموعه‌ها با ارتباط با همدیگر برای ایجاد محصولات عمومی یا ارزش اقتصادی کار می‌کنند. این ارزش به‌عنوان دانش، ارزش مالی و دیگر ارزش‌های ناملموس ظاهر می‌شود. شرکت‌ها هر دوی شبکه‌های داخلی و خارجی ارزش را دارا هستند. وجه خارجی شبکه شامل مشتریان یا دریافت‌کنندگان، واسطه‌ها، ذی‌نفع‌ها، مکمل‌ها، شبکه‌های نوآوری و تأمین‌کنندگان است. شبکه‌های ارزش داخلی بر فعالیت‌های کلیدی، فرایندها و ارتباط‌ها مانند تکمیل درخواست، نوآوری و پشتیبانی مشتری تمرکز دارند. کریستنسن شبکهٔ ارزش را چنین تعریف می‌کند: زمینه‌ای که در داخل آن یک شرکت مشخص می‌شود و به نیازهای مشتریان پاسخ می‌دهد، مشکلات را حل می‌کند، ورودی‌ها را تأمین می‌کند، به رقبا واکنش نشان می‌دهد و برای سودآوری می‌کوشد. زمینه یک چارچوب برای تصمیم‌گیرنده‌ها است که در این چارچوب تصمیم‌گیری کنند: آن‌ها به‌وسیلهٔ محصولات و خدمات با ارزش بیشتر برای مشتریان کنونی با استفاده از روابط موجود با تأمین‌کنندگان و سازمان‌ها در جهت بهینه‌سازی ارزش‌های شرکت‌ها تلاش می‌کنند.

## چارچوب ایجاد ارزش
این چارچوب شامل مؤلفه‌های زیر است:
- مجموعه‌ای از مشتریان
- خدماتی برای استفاده تمام مشتریان، و امکان تعامل میان مشتریان
- سازمان‌هایی که خدمات را فراهم کنند.
- مجموعه‌ای از قراردادها که که امکان دسترسی به خدمات را مهیا کند.

## ارزش‌های محسوس
تمام مبادلات کالاها، خدمات یا درآمد شامل تمام معاملات که دربرگیرنده قراردادها، فاکتورها، رسید درخواست‌ها، درخواست برای طرح‌ها، تأییدیه‌ها و پرداخت‌ها به‌عنوان ارزش‌های محسوس در نظر گرفته می‌شوند. کالاها و خدماتی که ایجاد درآمد می‌کنند یا در قسمتی از خدمتی به کار گرفته می‌شوند نیز شامل ارزش‌های محسوس می‌شوند.

## ارزش‌های نامحسوس
دو زیرگروه اصلی شامل ارزش‌های نامحسوس می‌شوند: دانش و مزایا. دانش نامحسوس شامل اطلاعات استراتژیک، دانش برنامه‌ریزی، دانش فرایند، دانش فنی، طراحی مشترک و توسعه سیاسی می‌شود که از تولید کالاها و خدمات پشتیبانی می‌کنند.

## شاخص‌های ایجاد ارزش
مرکز نوآوری تجاری (CBI) پژوهش‌هایی دربارهٔ نقش موارد نامحسوس در ایجاد ارزش در یک شرکت مدرن انجام داد و مدلی جامع برای ایجاد ارزش در شرکت‌های پیشرو توسعه داد که کاربران را برای سنجش اثر سرمایه‌های نامحسوس بر ارزش بازار یک شرکت توانا می‌سازد. در این تحقیق ۹ مورد از مهم‌ترین شاخص‌های غیرمالی که در ایجاد ارزش نقش مهمی دارند، تعیین شدند:
- نوآوری
- کیفیت
- ارتباط‌های مشتری
- قابلیت‌های مدیریت
- پیمان‌ها
- فناوری
- ارزش نام تجاری
- ارتباط‌های کارمندان
- موضوع‌های جامعه و محیطی

این شاخص‌های ایجاد ارزش می‌توانند در ارزیابی کارایی شرکت‌ها مورد استفاده قرار گیرند.

## ایجاد ارزش در کسب‌وکار الکترونیکی
ایجاد ارزش در کسب‌وکار الکترونیکی بازار کسب‌وکار در حال تغییرهای اساسی است. افزایش نقش اینترنت، قطعه‌قطعه‌شدن بازار و افزایش رقابت جهانی ارزش را که بازارهای کسب‌وکار تهیه می‌کنند تغییر می‌دهد. این دگرگونی نیازمند تغییر در راهی است که شرکت‌ها برای ایجاد ارزش انتقال ارزش به مشتریان سازماندهی شده‌اند. کسب‌وکار الکترونیکی پتانسیل چشمگیری را در ایجاد ارزش‌های نو دارا است و بیشتر از طرف کارآفرینان شروع می‌شود. کسب‌وکار الکترونیکی همچنین نقش‌های رقابتی را در راه‌های غیرپیش‌بینی‌شده تغییر می‌دهد. بازاریاب‌های تجاری مجبورند که به‌صورت پیوسته سهم خود را از زنجیرهٔ ارزش افزایش دهند.

## مدل ارزش چیست؟
مدل ارزش نشان‌دهندهٔ عامل‌هایی است که ارزش‌های اقتصادی را با همدیگر مبادله می‌کنند. برای بیان چنین مدلی مجموعه‌ای از مفاهیم، ارتباط‌ها و نقش‌ها، و به‌طور مختصر یک چارچوب ارائه می‌شود. این مدل بر پایهٔ ادبیات اخیر تجارت و اقتصاد بر تجارت الکترونیکی است و با چارچوب تئوری سامانه‌ها ترکیب شده‌است. یک مدل ارزش نشان می‌دهد که چه ارزش اقتصادی توسط چه کسی مبادله می‌شود، در حالی که یک مدل فرایند نشان می‌دهد که چطور این فرایند به‌طور عملی اجرا می‌شود. فنون مدل‌کردن فرایند مانند UML روش خوبی برای نشان‌دادن یک مدل ارزش نیست، چون UML بر جریان فعالیت‌ها تمرکز دارد درحالی‌که مدل ارزش نشان‌دهندهٔ این است که چه چیزی برای چه کسی عرضه می‌شود. مفهوم‌سازی یک ایدهٔ تجارت الکترونیک که یک مدل ارزش می‌نامیم، به‌صورت گرافیکی نشان داده می‌شود.
شکل ۱: یک مثال مدل ارزش نشان می‌دهد که یک فروشنده یک کالا را دریافت می‌کند و در برابر آن پول پرداخت می‌کند. فروشگاه شامل کالاهایی است که از یک عمده‌فروش خریداری شده‌است و عمده‌فروش کالاها را از تولیدکننده دریافت می‌کند. عامل: یک عامل توسط محیطش شناخته می‌شود به‌عنوان یک موجودیت اقتصادی مستقل. مستقل از نظر اقتصادی به این معناست که یک عامل توانایی سودآوری را بعد از یک دورهٔ مشخص از زمان داشته باشد.
شی ارزش: عامل‌ها اشیاء ارزش را مبادله می‌کنند که شامل خدمات، کالاها، پول و حتی تجربه است. نکته مهم اینجا این است که یک شی ارزش برای یک یا چند عامل ارزش به حساب می‌آید.
درگاه ارزش: یک عامل از یک درگاه ارزش برای تهیه یا درخواست شی ارزش از محیط استفاده می‌کند.
عرضه ارزش: یک مدل عرضه ارزش مدلی است که یک عامل ارزشی را به محیط عرضه می‌کند یا از محیط درخواست می‌کند و این به مفهوم واسط ارزش مرتبط است. یک عرضه‌کردن مجموعه‌ای از درگاه‌های ارزش مسقیم است. یک عامل دارای یک یا چند واسط ارزش است. در شکل سادهٔ آن یک واسط ارزش شامل یک عرضه‌کردن است، ولی در بیشتر موارد یک واسط ارزش یک واردشونده و یک خارج‌شونده عرضه ارزش را گروه می‌کند.
مبادلهٔ ارزش: از مبادلهٔ ارزش برای اتصال دو درگاه ارزش با همدیگر استفاده می‌شود.
بخش‌بندی بازار: بخش‌بندی بازار مفهومی است که یک بازار را به قسمت‌هایی تقسیم می‌کند که دارایی‌های را با هم به اشتراک می‌گذارند.
عامل مرکب: یک عامل مرکب واسطه‌ای ارزش دیگر عامل‌ها را با هم گروه می‌کند. همچنین یک عامل مرکب دارای واسطه‌ای ارزش خود با محیط است. یک عامل مرکب دارای یک هدف دوگانه است. اول اینکه می‌تواند پیچیدگی مدل ارزش را کاهش دهد. دلیل دوم برای ایجاد یک عامل مرکب نشان‌دادن شرکا میان عامل‌ها است. این عامل‌ها سپس تصمیم بر یک واسط عمومی با محیط می‌کنند.
فعالیت‌های ارزش: یک موضوع مهم در طراحی مدل ارزش تخصیص فعالیت‌های ارزش به عامل‌هاست. عامل‌ها فعالیت‌های ارزش را اجرا می‌کنند و برای آن بایستی سودی را به دست آورند یا باید ارزش اقتصادی برای عامل اجراکننده به دست آید.